# Николаевское сельское поселение (Константиновский район)
Николаевское сельское поселение — муниципальное образование в Константиновском районе Ростовской области.
Административный центр поселения — станица Николаевская.

## Административное Устройство
В состав Николаевского сельского поселения входят:
- станица Николаевская;
- хутор Белянский;
- хутор Горский;
- станица Мариинская;
- хутор Правда;
- хутор Старая Станица;
- хутор Суворов.

## Население
| 2010  | 2012  | 2013  | 2014  | 2015  | 2016  | 2017  |
| ----- | ----- | ----- | ----- | ----- | ----- | ----- |
| 4777  | ↘4725 | ↘4717 | ↘4696 | ↘4628 | ↘4555 | ↘4530 |
| 2018  | 2019  | 2020  | 2021  |       |       |       |
| ↘4477 | ↘4392 | ↘4369 | ↘4285 |       |       |       |